# Amezinium metilsulfate
Amezinium metilsulfate (INN, tên thương mại Regulton) là một loại thuốc giao cảm được sử dụng để điều trị huyết áp thấp. Nó có nhiều cơ chế, bao gồm kích thích thụ thể alpha và beta-1 và ức chế sự hấp thu noradrenaline và tyramine.